# Pedro Lira
Pedro Lira (Santiago, 17 mei 1845 – aldaar, 20 april 1912) was een Chileens kunstschilder. Hij was een van de oprichters van het Chilean National Museum of Fine Arts.
Lira kwam uit een rijke familie en was de zoon van José Calvo Santos Lira en Martina Rencoret Cienfuegos. Chili zat in een tijd van grote economische welvaart, vooral na het einde van de Salpeteroorlog. Tijdens zijn jeugd en adolescentie studeerde hij aan het Instituto Nacional waar hij vrijzinnig onderwijs genoot. Hierna ging hij naar de Academy of Painting, bestuurd door Alejandro Ciccarelli. In 1862 ging hij in de leer bij (meester)landschapsschilder Antonio Smith, terwijl hij tegelijkertijd rechten studeerde aan de Universiteit van Chili, een studie die hij in 1867 met succes zou voltooien. Echter zou zijn interesse in de schilderkunst zegevieren en legde hij zich helemaal toe op het schilderen. Van 1873 tot 1884 woonde hij in Frankrijk. Hij was een fan van Eugène Delacroix, van wie hij ook verschillende schilderijen namaakte. Na zijn terugkeer naar Chili, geholpen door de innovatieve geest van de regering van Domingo Santa María, voelde hij een kans om een omgeving te creëren die vergelijkbaar is met de Parijse cultuur en zijn kunst tentoon te stellen.

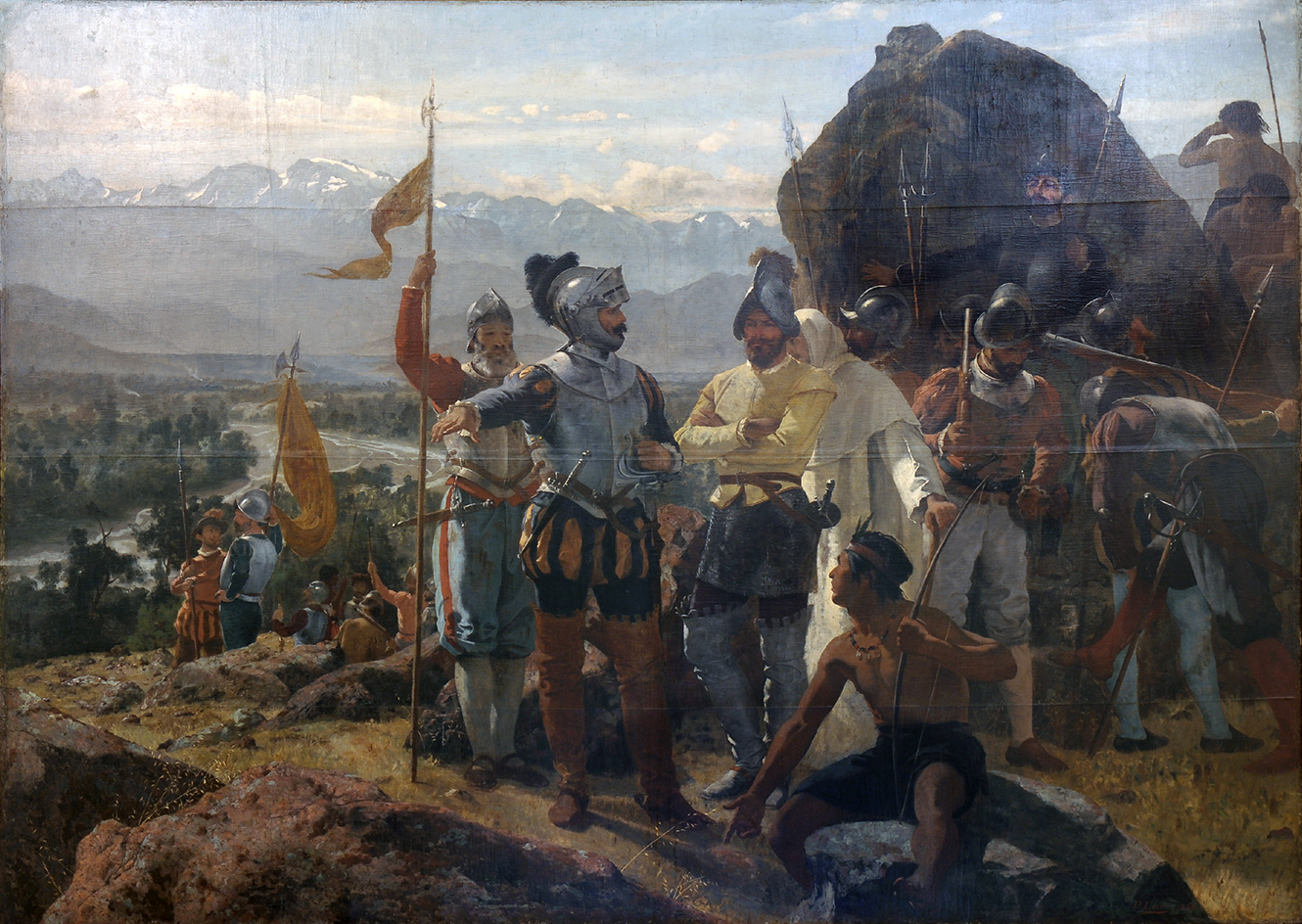
La fundación de Santiago (1898)
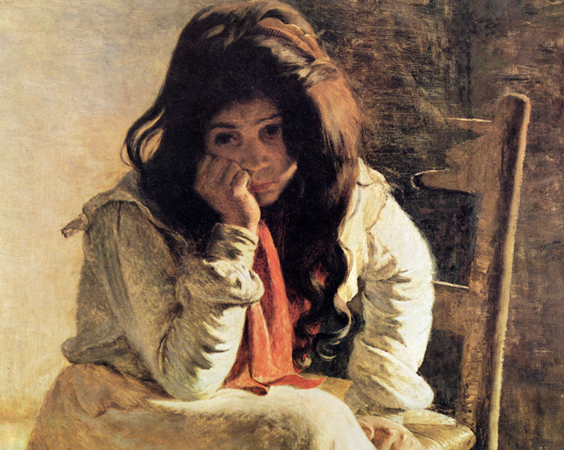
Mujer De Pueblo (1910)
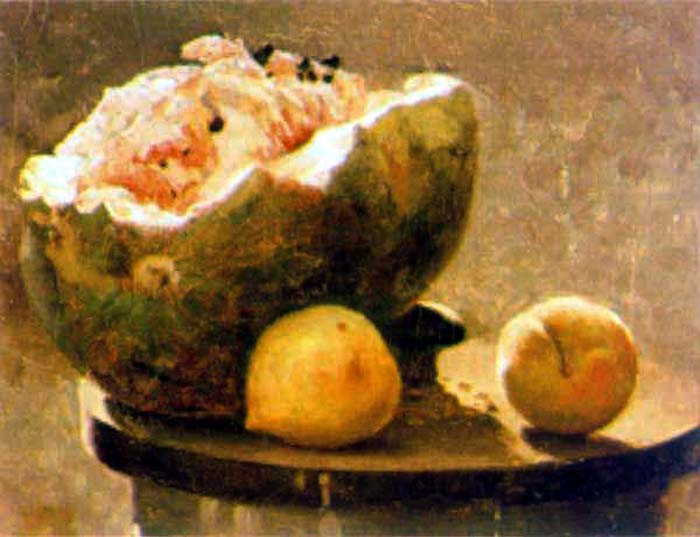
Bodegón frutas